# Oberonia anthropophora
Oberonia anthropophora är en orkidéart som beskrevs av John Lindley. Oberonia anthropophora ingår i släktet Oberonia och familjen orkidéer. Inga underarter finns listade i Catalogue of Life.